# Cape Canaveral Air Force Station Space Launch Complex 37

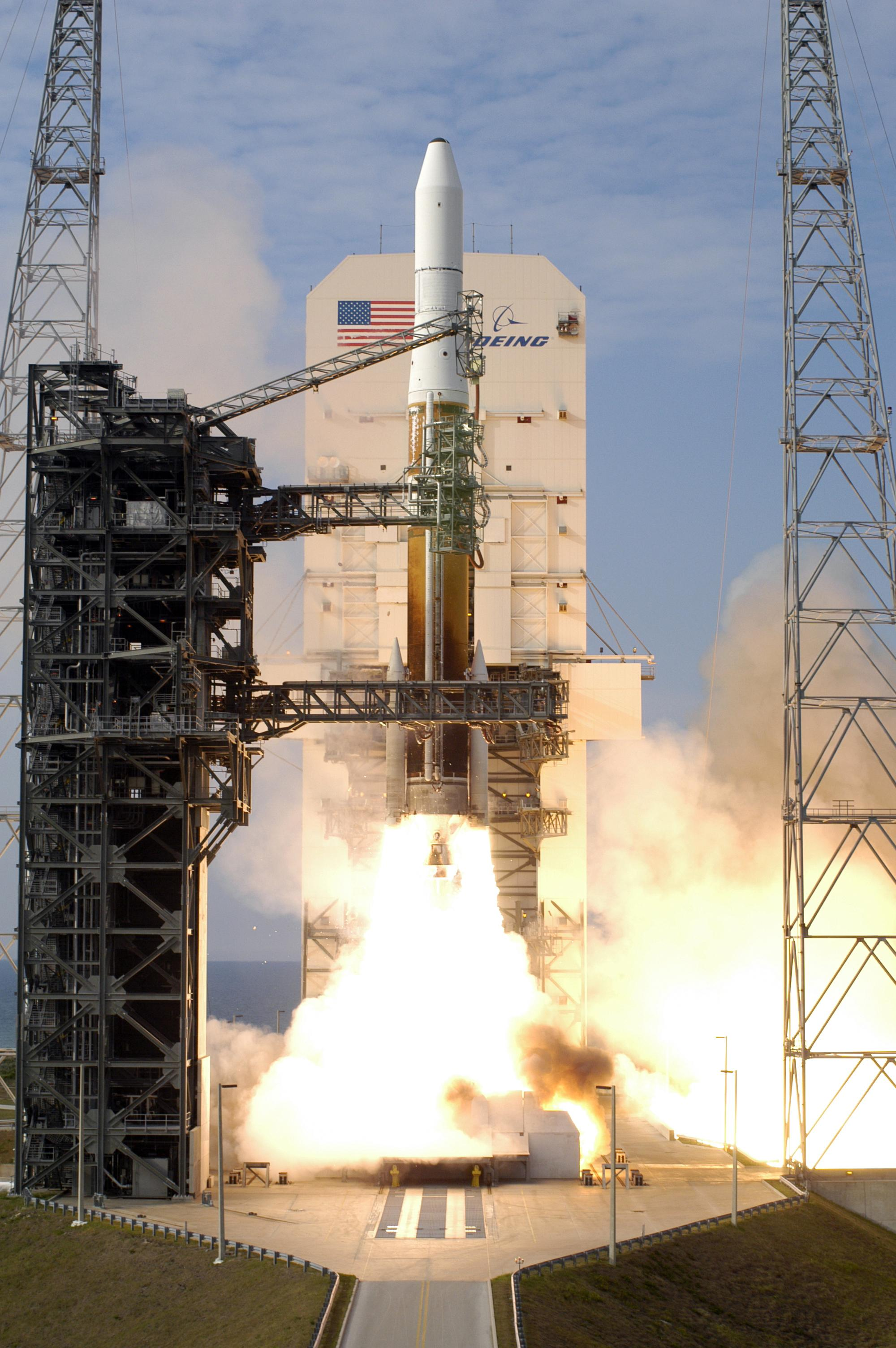
Delta IV Medium+ från LC-37B under 2006

Cape Canaveral Air Force Station Space Launch Complex 37 (SLC-37), tidigare Launch Complex 37 (LC-37), är ett uppskjutningskomplex i Cape Canaveral, Florida. Byggandet påbörjades under 1959 och platsen godkändes av NASA för Saturn I-programmet under 1963.
Anläggningen består av två uppskjutningsplattor. LC-37A har aldrig använts, men LC-37B har använts för uppskjutning av obemannade Saturn I-raketer (1964 till 1965) och modifierades för uppskjutning av Saturn IB-raketer (1966 till 1968), inklusive det första (obemannade) testet av Månlandare till rymden.
1972 inaktiverades komplexet. 
År 2001 modifierades startplatsen för Delta IV, uppskjutningarna hanteras av United Launch Alliance.